# Inspektor
Inspektor (lateinisch inspector, „Beschauer“) ist in Deutschland die (Grund-)Amtsbezeichnung eines Beamten in der Laufbahngruppe des gehobenen Dienstes in der Bundes- oder Landesverwaltung im Eingangsamt. In Österreich bezeichnet der Titel einen Polizisten.

## Deutschland
Die Amtsbezeichnung Inspektor wird in Deutschland ohne Zusatz regelmäßig bei obersten Bundesbehörden (Bundesministerien) geführt. Häufigster Zusatz ist „Regierungs-“; die entsprechende Amtsbezeichnung lautet dementsprechend Regierungsinspektor (RI) und wird grundsätzlich in der Laufbahn des gehobenen nichttechnischen Verwaltungsdienstes geführt. Die nächsthöhere (Grund-)Amtsbezeichnung ist Oberinspektor (erstes Beförderungsamt). Das Amt mit der (Grund-)Amtsbezeichnung Inspektor ist in Besoldungsgruppe A 9 der Bundesbesoldungsordnung A des Bundesbesoldungsgesetzes oder der Besoldungsordnungen der Landesbesoldungsgesetze eingruppiert. Inspektoren sind in Behörden zumeist in der Funktion als Sachbearbeiter tätig, Regierungsinspektoren oft in der allgemeinen inneren Verwaltung. Inspektoren können dabei als Vorgesetzte der Beamten des mittleren Dienstes fungieren.

### Laufbahnbefähigung
Inspektoren können die Befähigung für eine Laufbahn des gehobenen Dienstes durch den erfolgreichen Abschluss eines Vorbereitungsdienstes (Laufbahnausbildung) erlangt haben oder sie haben die Laufbahnbefähigung durch Anerkennung erworben.
Der Vorbereitungsdienst dauert in der Regel drei Jahre und besteht aus Fachstudien und berufspraktischen Studienzeiten. Er wird in einem Studiengang (Fachhochschulstudium), der mit einem Bachelor oder einem Diplomgrad mit dem Zusatz „Fachhochschule“ abschließt (z. B. Diplom-Verwaltungswirt (FH) oder Diplom-Verwaltungsinformatiker (FH)), an der Hochschule des Bundes für öffentliche Verwaltung oder einer gleichstehenden Hochschuleinrichtung durchgeführt.
Die Anerkennung der Laufbahnbefähigung setzt erstens einen an einer Hochschule erworbenen Bachelor oder einen gleichwertigen Abschluss voraus und zweitens eine hauptberufliche Tätigkeit von mindestens einem Jahr und sechs Monaten, die geeignet ist, die Befähigung für die entsprechende Laufbahn zu vermitteln. Die hauptberufliche Tätigkeit muss nach Fachrichtung und Schwierigkeit der Tätigkeit einer eines Beamten derselben Laufbahn entsprechen. Sofern der Bachelor- oder gleichwertige Abschluss inhaltlich den Anforderungen eines fachspezifischen Vorbereitungsdienstes entspricht, was äußerst selten der Fall ist, kann die Laufbahnbefähigung auch ohne die oben genannte hauptberufliche Tätigkeit anerkannt werden.

### Ergänzungen und Varianten
Zur Grundamtsbezeichnung Inspektor existieren zahlreiche Zusätze und weitere Amtsbezeichnungen, die für ein Amt in Besoldungsgruppe A 9 im gehobenen Dienst vergeben werden. Festlegungen treffen der Bund und die Länder jeweils für ihre Beamten. Die Zusätze weisen auf den Dienstherrn oder den Verwaltungsbereich, die Laufbahn oder die Fachrichtung hin (Anlage I zu § 20 Absatz 2 Satz 1 BBesG). Im Vorbereitungsdienst im Beamtenverhältnis auf Widerruf lautet die Grunddienstbezeichnung für Anwärter Inspektoranwärter.
Die Amtsbezeichnung Inspektor entspricht von der Besoldungsgruppe und der Laufbahn den Dienstgraden eines Leutnants oder eines Leutnants zur See.
Neben der häufigsten Kombination von Grundamtsbezeichnung und Zusatz Regierungsinspektor (RI) werden im gehobenen nichttechnischen Verwaltungsdienst die Amtsbezeichnungen Archivinspektor und Bibliotheksinspektor geführt.
Beamte im gehobenen auswärtigen Dienst führen die Amtsbezeichnung Konsulatssekretär (§ 1 Abs. 2 LAP-gehDAAV 2004), im gehobenen Bankdienst bei der Deutschen Bundesbank die Amtsbezeichnung Bundesbankinspektor (Anlage 1 (zu § 2 Abs. 2) BBankLV), im gehobenen Polizeivollzugsdienst die Amtsbezeichnung Polizeikommissar (Anlage 1 (zu § 3 Abs. 2) BPolLV), bei Verwendung in der Polizei beim Deutschen Bundestag Polizeikommissar beim Deutschen Bundestag (Anlage (zu § 3) PolBTLV) und im gehobenen kriminalpolizeilichen Vollzugsdienst die Amtsbezeichnung Kriminalkommissar (Anlage (zu § 3 Abs. 2) KrimLV). Bei der Bundesagentur für Arbeit führen Beamte in einem in Besoldungsgruppe A 9 eingruppierten Amt des gehobenen Dienstes die Amtsbezeichnung Inspektor bei der Bundesagentur für Arbeit, in der Justizverwaltung Justizinspektor, in der Steuerverwaltung Steuerinspektor und bei der Zollverwaltung Zollinspektor.
Im gehobenen technischen Verwaltungsdienst lautet die Amtsbezeichnung grundsätzlich Technischer Regierungsinspektor (TRI), im feuerwehrtechnischen Fachrichtung Brandinspektor und in nautischer Fachrichtung Kapitän.
Im agrar-, forst- und ernährungswissenschaftlichen sowie tierärztlichen Dienst, sofern forstliche Aufgaben wahrgenommen werden, lautet die Amtsbezeichnung Forstinspektor.
In den auslaufenden Laufbahnen der Beamten bei den Postnachfolgeunternehmen und bei den Beamten des Bundeseisenbahnvermögens, die zur Wahrnehmung einer Tätigkeit bei der Deutschen Bahn beurlaubt oder zugewiesen sind, haben die entsprechenden Ämter des gehobenen Dienstes die Amtsbezeichnungen Bundesbahninspektor (Laufbahn der Bundesbahninspektoren; § 6 ELV), Technischer Bundesbahninspektor (Laufbahn der technischen Bundesbahninspektoren; § 7 ELV), Postinspektor (gehobener nichttechnischer Postverwaltungsdienst) und  Technischer Postinspektor (mittlerer technischer Postverwaltungsdienst Anlage 1 (zu § 2 Abs. 2) PostLV).
Mit der Übernahme der Bundesfernstraßenverwaltung durch den Bund (Zuständigkeit: Fernstraßen-Bundesamt und Die Autobahn GmbH des Bundes) und der bisher mit dieser Aufgabe betrauten Landesbeamten technischer und nichttechnischer Laufbahnen wurde zur Grundamtsbezeichnung der neue Zusatz „Bundesfernstraßen-“ eingeführt. Die Amtsbezeichnungen lauten entsprechend Bundesfernstraßeninspektor (gehobener nichttechnischer Verwaltungsdienst) oder Technischer Bundesfernstraßeninspektor (gehobener technischer Verwaltungsdienst).
Weitere Zusätze sind Gemeinde(verwaltungs)inspektor (bei Gemeinden, in Städten stattdessen Stadt(verwaltungs)inspektor), Kreis(verwaltungs)inspektor (bei Landkreisen) und Regierungsbauinspektor (bei der staatlichen Bauverwaltung im Baudienst, bei Gemeinden, Städten und Kreisen, anstelle Regierungs-, Gemeinde-, Stadt- oder Kreisbauinspektor).
Nicht zum gehobenen Dienst gehört trotz der Besoldung nach A 9 die Ämter der Amtsinspektoren oder Betriebsinspektoren. Dies sind die höchsten Ämter des mittleren Dienstes einiger Dienstherrn und fungieren als Verzahnungsamt.
Der Begriff Inspektor wurde auch im Bereich der Kirchenhierarchie für einen Dekan verwendet.

### Beförderungsämter
Die (Grund-)Amtsbezeichnungen der Beförderungsämter sind:
- Oberinspektor (Besoldungsgruppe A 10)
- Amtmann (Besoldungsgruppe A 11)
- Amtsrat (Besoldungsgruppe A 12)
- Oberamtsrat (Besoldungsgruppe A 13, End- und Verzahnungsamt)

### Geschichte
Die Bezeichnung Inspector gibt es in Deutschland seit mehreren Jahrhunderten. Sie benannte ein Amt, das eine Aufsichts- oder Kontrollfunktion, meist als Vorgesetzter, ausübte. In den Armeen gab es Inspectoren und General-Inspectoren, in der Schulverwaltung gab es sie. In den lutherischen Kirchen bezeichnete der Begriff eine übergeordnete Funktion, die einem Superintendenten oder Präses entspricht.
Beim bis April 2009 geltenden Beamtenrecht führte ein Beamter auf Probe die Dienstbezeichnung Inspektor zur Anstellung.

## Österreich

### Exekutive
Innerhalb der Exekutive Österreichs (Bundespolizei, Justizwache und Gemeindewachkörper) findet der Begriff Inspektor die breiteste Verwendung. Der Amtstitel dieser Bediensteten lautet Exekutivbediensteter. Die alleinige Verwendungsbezeichnung Inspektor wird nach Absolvierung der exekutiven Grundausbildung erlangt. In der Hierarchie aufsteigend gibt es in den Reihen der Exekutive weiters noch die Verwendungsbezeichnungen Revierinspektor, Gruppeninspektor, Bezirksinspektor, Abteilungsinspektor, Kontrollinspektor und Chefinspektor. Bis zum Ende des Bundessicherheitswachekorps gab es bei diesem auch noch die Verwendungsbezeichnungen Generalinspektor (Wien) und Zentralinspektor (übrige BPD) für leitende Beamte. Siehe auch: Dienstgrade der österreichischen Sicherheitsexekutive.

### Allgemeine Verwaltung
Hier sind folgende, relevante Amtstitel in Gebrauch: Kontrollor, Oberkontrollor, Fachinspektor, Fachoberinspektor.

### Schulverwaltung
Hier sind folgende, relevante Amtstitel in Gebrauch: Landesschulinspektor, Bezirksschulinspektor, Berufsschulinspektor.

### Post- und Fernmeldeverwaltung
Soweit im Bereich der Post- und Fernmeldeverwaltung noch Beamte in Verwendung stehen, sind folgende, relevante Amtstitel in Gebrauch: Inspektor, Oberinspektor, Fachinspektor, Fachoberinspektor, Zentralinspektor, Fernmeldeinspektor, Postinspektor.

### Krankenpflegedienst
Hier sind folgende, relevante Amtstitel in Gebrauch: Fachinspektor, Fachoberinspektor.

### Sonstiges
Auch die Feuerwehr in Österreich kennt den Inspektor. So gibt es etwa den Brand-, Oberbrand-, Hauptbrand- und Abschnittsbrandinspektor oder auch den Inspektionsoffizier.
Auch im Versicherungswesen und früher bei den Bundesbahnen wurden und werden diese Bezeichnungen vergeben.